# Příčnoústí
Příčnoústí (Elasmobranchii) je podtřída paryb, do které patří žraloci (Selachimorpha) a rejnoci (Batoidea). Nejstarší fosilní nálezy (žraločí zuby) této skupiny pocházejí z prvohorního období devonu, z doby před asi 400 miliony lety. Příčnoústí přečkali několik hromadných vymírání v dějinách naší planety a patří tak k evolučně a historicky velmi úspěšným skupinám obratlovců.

## Taxonomie
- Podtřída Elasmobranchii
  - †Plesioselachus
  - †Řád Squatinactiformes
  - †Řád Protacrodontiformes
  - †Infratřída Cladoselachimorpha
    - †Řád Cladoselachiformes

  - †Infratřída Xenacanthimorpha
    - †Řád Xenacanthiformes

  - Infratřída Euselachii (žraloci a rejnoci)
    - †Řád Ctenacanthiformes
    - †Část Hybodonta[2]
      - †Řád Hybodontiformes

    - Část Neoselachii
      - Legie Selachii (moderní žraloci)
        - Nadřád Galeomorphi
          - Řád Heterodontiformes (různozubci)
          - Řád Orectolobiformes (malotlamci)
          - Řád Lamniformes (obrouni)
          - Řád Carcharhiniformes (žralouni)

        - Nadřád Squalomorphi
          - Řád Hexanchiformes (šedouni)
          - Řád Echinorhiniformes (drsnotělci)
          - Řád Squaliformes (ostrouni)
          - Řád Squatiniformes (polorejnoci)
          - Řád Pristiophoriformes (pilonosi)

        - Nadřád Batoidea (rejnoci)
          - řád Torpediniformes (parejnoci)
          - řád Pristiformes (pilouni)
          - řád Rajiformes (praví rejnoci)